# Jovanotti

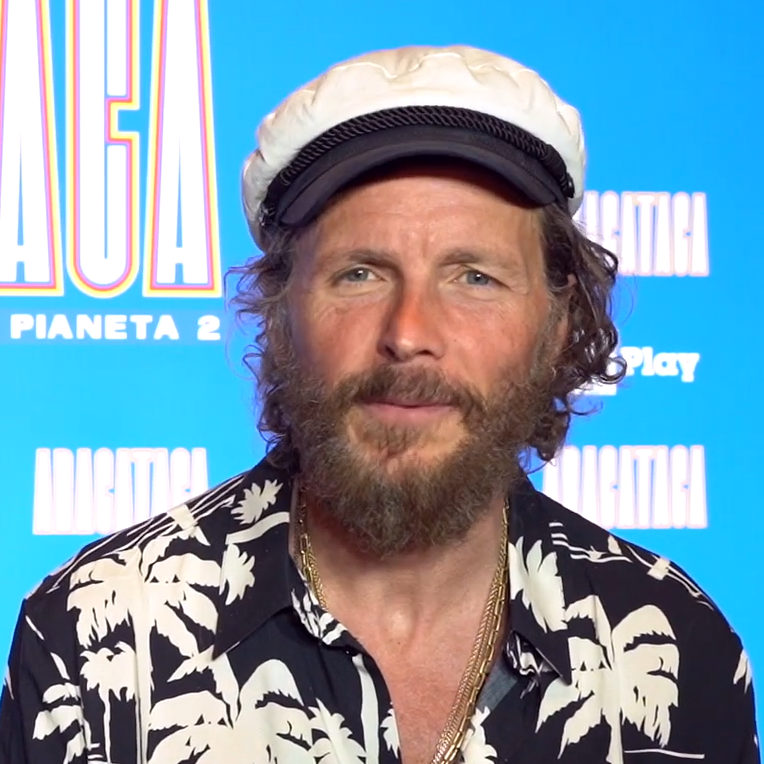
Jovanotti (2023)

Jovanotti (eigentlich Lorenzo Cherubini; * 27. September 1966 in Rom, Italien) ist ein italienischer Cantautore (Liedermacher).

## Biografie
Schon als Teenager begann Cherubini in Clubs sowie bei diversen lokalen Radiostationen aufzulegen. Mit neunzehn Jahren kam er nach Mailand, wo ihn der Musikproduzent und Radiomacher Claudio Cecchetto entdeckte und für seinen Sender anwarb. Danach wurde er als Jovanotti bekannt. Seine Leidenschaft für Rap und Hip-Hop mündete schließlich erst in zwei Singles, dann in seinem ersten Album Jovanotti for President.

### Musik und TV

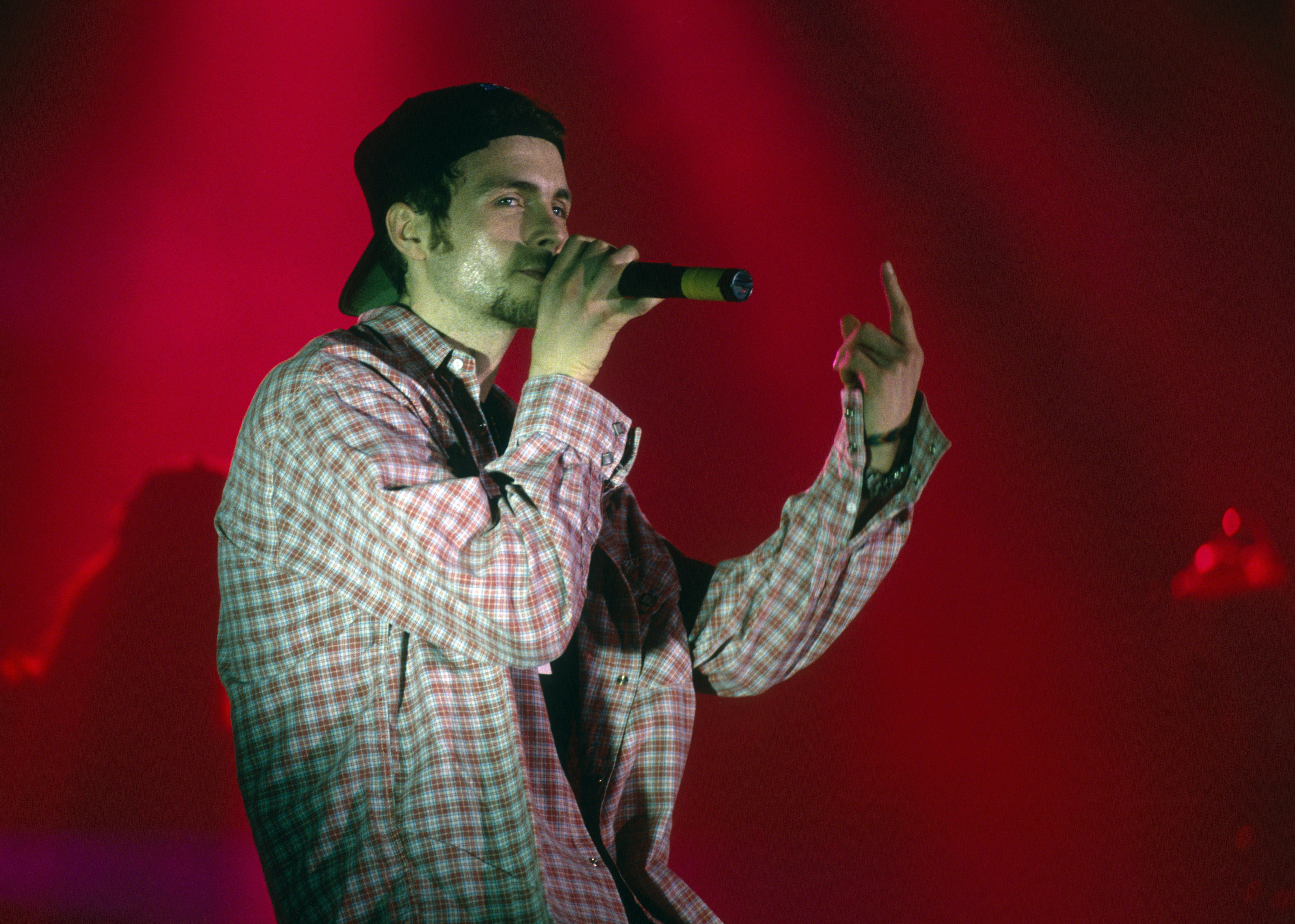
Jovanotti (1993)

Er arbeitete nacheinander in zwei TV-Musikprogrammen und schrieb das Buch Yo, brothers and sisters. Schließlich moderierte er auch bei MTV. Jovanotti legt in seiner Musik Wert auf stilistische Vielfalt und betont die Wichtigkeit und Ausgeglichenheit sowohl der klanglich-rhythmischen wie auch der sprachlichen Komponenten, wie aus seinem repetitiven Intro auf dem Album "Una Tribù che balla" (1991) abgeleitet werden könnte: Rap solle zu 100 % gelebt werden: 50 Inhalt, 50 Bewegung ("Rap si viva al 100%: 50 contenuto, 50 movimento"). Stilistisch bewegte er sich am weitesten mit Lorenzo 1997 - L’Albero (1997), einem regelrechten Worldmusic-Album. Später wurde auch ein Film darüber gedreht. Auch inhaltlich schwankten die Texte zwischen politischen und sozialen Statements, positivem Denken und easy living.
Zum Album Lorenzo 1994 gab er gleich ein begleitendes Buch mit heraus: Cherubini. 1998 veröffentlicht er ein weiteres, Il grande boh!. Obwohl er in der italienischen Hip-Hop-Szene eher als kommerzieller Vertreter seiner Zunft gehandelt wird, besitzt Jovanotti ein politisches Gewissen, das er mit seinem Massenerfolg in Einklang zu bringen versucht: Im Jahr 2000 etwa gastierte er beim Sanremo-Festival mit einem Stück, das in der Forderung nach einem Schuldenerlass für die ärmsten Länder der Welt gipfelte.

### Karriere in Italien
In Italien konnte Jovanotti mehrfach die Spitze der Single-Charts erklimmen, allein dreimal 1988 (Gimme Five, Gimme Five 2, È qui la festa?) sowie mit Serenata rap (1994), Per te (1999), A te (2008), Baciami ancora und Tutto l’amore che ho (beide 2010). Seinen größten Charterfolg in Deutschland hatte er 1994 mit Serenata Rap, das bis auf Platz 20 stieg. Das Album Lorenzo 94 und alle seitdem veröffentlichten sechs Studioalben (bis 2017) erreichten die Spitze der italienischen Albumcharts. Das bislang letzte Album Il disco del sole belegte in der Schweiz Platz 15, in Italien Platz 3.

## Persönliches
Jovanotti ist verheiratet und hat eine Tochter (* 1998). Ihr widmete er die Lieder Per te auf dem Album Lorenzo 1999 - Capo Horn (1999) und Libera auf dem Album Lorenzo 2015 cc (2015).

## Diskografie
Studioalben

| Jahr | Titel Musiklabel                                 | Höchstplatzierung, Gesamtwochen, AuszeichnungChartplatzierungen (Jahr, Titel, Musiklabel, Platzierungen, Wochen, Auszeichnungen, Anmerkungen) | Höchstplatzierung, Gesamtwochen, AuszeichnungChartplatzierungen (Jahr, Titel, Musiklabel, Platzierungen, Wochen, Auszeichnungen, Anmerkungen) | Höchstplatzierung, Gesamtwochen, AuszeichnungChartplatzierungen (Jahr, Titel, Musiklabel, Platzierungen, Wochen, Auszeichnungen, Anmerkungen) | Höchstplatzierung, Gesamtwochen, AuszeichnungChartplatzierungen (Jahr, Titel, Musiklabel, Platzierungen, Wochen, Auszeichnungen, Anmerkungen) | Anmerkungen                                                |
| Jahr | Titel Musiklabel                                 | IT | DE | AT | CH | Anmerkungen                                                |
| ---- | ------------------------------------------------ | --- | --- | --- | --- | ---------------------------------------------------------- |
| 1988 | Jovanotti for President Ibiza                    | IT3 (29 Wo.)IT | — | — | — | Erstveröffentlichung: 15. Januar 1988                      |
| 1989 | La mia moto Ibiza                                | IT4 (21 Wo.)IT | — | — | — | Erstveröffentlichung: 1989                                 |
| 1990 | Giovani Jovanotti Ibiza                          | — | — | — | — | Erstveröffentlichung: 1990                                 |
| 1991 | Una tribù che balla FRI                          | IT11 (9 Wo.)IT | — | — | — | Erstveröffentlichung: 1991                                 |
| 1992 | Lorenzo 1992 FRI                                 | IT4 (21 Wo.)IT | — | — | — | Erstveröffentlichung: 24. Februar 1992                     |
| 1994 | Lorenzo 1994 Soleluna, Mercury                   | IT1 (41 Wo.)IT | DE34 (11 Wo.)DE | AT23 (6 Wo.)AT | CH17 Gold · (22 Wo.)CH | Erstveröffentlichung: 10. Januar 1994 Verkäufe: + 25.000   |
| 1997 | Lorenzo 1997 – L’albero Soleluna, Mercury        | IT1 (40 Wo.)IT | — | AT15 (8 Wo.)AT | CH10 Gold · (15 Wo.)CH | Erstveröffentlichung: 30. Januar 1997 Verkäufe: + 25.000   |
| 1999 | Lorenzo 1999 – Capo Horn Soleluna, Mercury       | IT1 (40 Wo.)IT | — | AT24 (9 Wo.)AT | CH10 (14 Wo.)CH | Erstveröffentlichung: 10. Mai 1999                         |
| 2002 | Lorenzo 2002 – Il quinto mondo Soleluna, Mercury | IT1 (35 Wo.)IT | — | AT20 (6 Wo.)AT | CH11 Gold · (16 Wo.)CH | Erstveröffentlichung: 28. Januar 2002 Verkäufe: + 20.000   |
| 2005 | Buon sangue Soleluna, Mercury                    | IT1 (56 Wo.)IT | — | AT49 (3 Wo.)AT | CH9 (15 Wo.)CH | Erstveröffentlichung: 13. Mai 2005                         |
| 2008 | Safari Soleluna                                  | IT1 ×2Doppelplatin · (120 Wo.)IT | — | AT70 (2 Wo.)AT | CH4 Gold · (34 Wo.)CH | Erstveröffentlichung: 18. Januar 2008 Verkäufe: + 110.000  |
| 2011 | Ora Universal                                    | IT1 Diamant · (103 Wo.)IT | — | AT69 (1 Wo.)AT | CH2 Gold · (27 Wo.)CH | Erstveröffentlichung: 25. Januar 2011 Verkäufe: + 310.000  |
| 2015 | Lorenzo 2015 CC. Universal                       | IT1 ×6Sechsfachplatin · (40 Wo.)IT | — | — | CH3 (20 Wo.)CH | Erstveröffentlichung: 24. Februar 2015 Verkäufe: + 300.000 |
| 2017 | Oh, vita! Universal                              | IT1 ×4Vierfachplatin · (53 Wo.)IT | — | AT70 (1 Wo.)AT | CH4 (21 Wo.)CH | Erstveröffentlichung: 1. Dezember 2017 Verkäufe: + 200.000 |
| 2019 | Lorenzo sulla luna Polydor/Universal             | IT8 (6 Wo.)IT | — | — | CH33 (1 Wo.)CH | Erstveröffentlichung: 29. November 2019                    |
| 2022 | Il disco del Sole Universal                      | IT3 Gold · (9 Wo.)IT | — | — | CH15 (2 Wo.)CH | Erstveröffentlichung: 9. Dezember 2022 Verkäufe: + 25.000  |
| 2025 | Il corpo umano, Vol. 1 Universal                 | IT1 Gold · (… Wo.)IT | — | — | CH8 (2 Wo.)CH | Erstveröffentlichung: 31. Januar 2025 Verkäufe: + 25.000   |

## Filmografie
- 1998: Die Gärten Eden
- 2007: Die Simpsons/Staffel 19, Episode 7 (italienische Stimme von Milo)